# Franco Nero
Franco Nero, pseudonimo di Francesco Clemente Giuseppe Sparanero (San Prospero Parmense, 23 novembre 1941), è un attore e regista italiano.

## Biografia

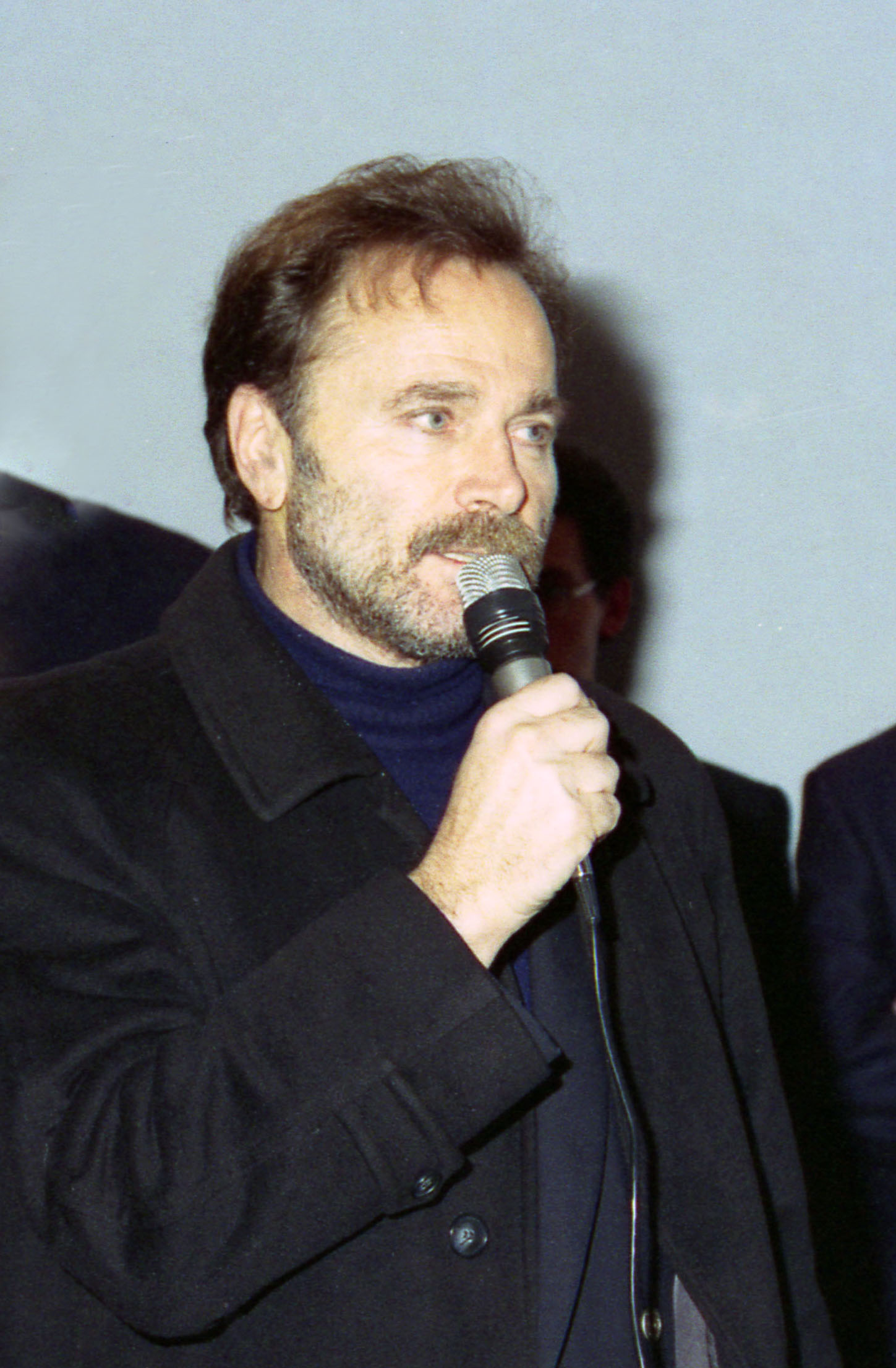
Franco Nero nel 1995

Nato a San Prospero Parmense, frazione del comune di Parma, il 23 novembre 1941, figlio di un maresciallo dei Carabinieri, originario di San Severo (in provincia di Foggia).

### Carriera
(Sergio Corbucci)
Per la sua prestanza fisica e il "cipiglio da valoroso", fin dagli esordi Nero, ha incarnato «una bellezza maschile molto "americana"», segnalandosi infatti per l'interpretazione di Abele in La Bibbia (1966) di John Huston, cui seguirà la notorietà definitiva raggiunta con Un tranquillo posto di campagna (1968) girato in coppia con Vanessa Redgrave.
Deve tuttavia gran parte della sua fama all'aver preso parte a tre film western all'italiana diretti da Sergio Corbucci, ovvero Django (1966), Il mercenario (1968) e Vamos a matar compañeros (1970). Questi film furono l'affermazione di Corbucci come regista di successo e resero Franco Nero uno degli interpreti più noti a livello internazionale del genere spaghetti western, che nella seconda metà degli anni '60 aveva vissuto una vera e propria rinascita grazie soprattutto ai film di Sergio Leone.
Ha interpretato anche numerosi film appartenenti al filone del giallo politico italiano, come Il giorno della civetta (1968), Il delitto Matteotti (1973) e Marcia trionfale (1976).
Tra i suoi migliori film, Dropout (1970) e La vacanza (1971), entrambi diretti da Tinto Brass e interpretati da Nero e dalla sua allora moglie Vanessa Redgrave, Querelle de Brest (1982) di Rainer Werner Fassbinder, Il giovane Toscanini (1988) di Franco Zeffirelli, Diceria dell'untore (1990) di Beppe Cino, Fratelli e sorelle (1992) di Pupi Avati, Jonathan degli orsi (1994) che ha anche sceneggiato e prodotto.
Dopo essere apparso in 2012 - L'avvento del male (2001), ha recitato in diversi film sperimentali di Louis Nero e ha debuttato nella regia con Forever Blues (2005), seguito da L'uomo che disegnò Dio (2022).
Ha lavorato molto anche per la televisione.
Nel 2011 ha ricevuto una stella nella Italian Walk of Fame a Toronto, in Canada, e nel 2022 il Premio alla Carriera al Costa Rossa Festival delle Arti.

## Vita privata
Nero conobbe l'attrice Vanessa Redgrave nel 1967 sul set del film Camelot, dove lui recitava la parte di Lancillotto e lei di Ginevra, instaurando una celebre relazione sentimentale. I due hanno un figlio, Carlo Gabriel Nero, nato a Londra il 16 settembre 1969, ma il legame durò poco — nonostante abbiano recitato in coppia in diversi film — e i due si separarono poco dopo la sua nascita.
Nel 1983 ebbe un secondo figlio, Frank Sparanero, nato a Roma, che ha esordito come attore con Pupi Avati nel 1996 con il film Festival.
Nel 1987 a Franco Nero arriva un terzo figlio, Francesco Sparanero, concepito con l'afrocolombiana Mauricia Mena, che conobbe a Cartagena durante le riprese di un film. Negli anni duemila Vanessa Redgrave e Franco Nero si ritrovarono dopo tanti anni e, dopo diverse relazioni avute con altri, il 31 dicembre 2006 si sposano mantenendo inizialmente segreto il loro matrimonio: la Redgrave lo renderà pubblico soltanto nel 2009 durante un'intervista alla radio inglese BBC Radio 4. 

## Filmografia

Franco Nero in Django (1966)

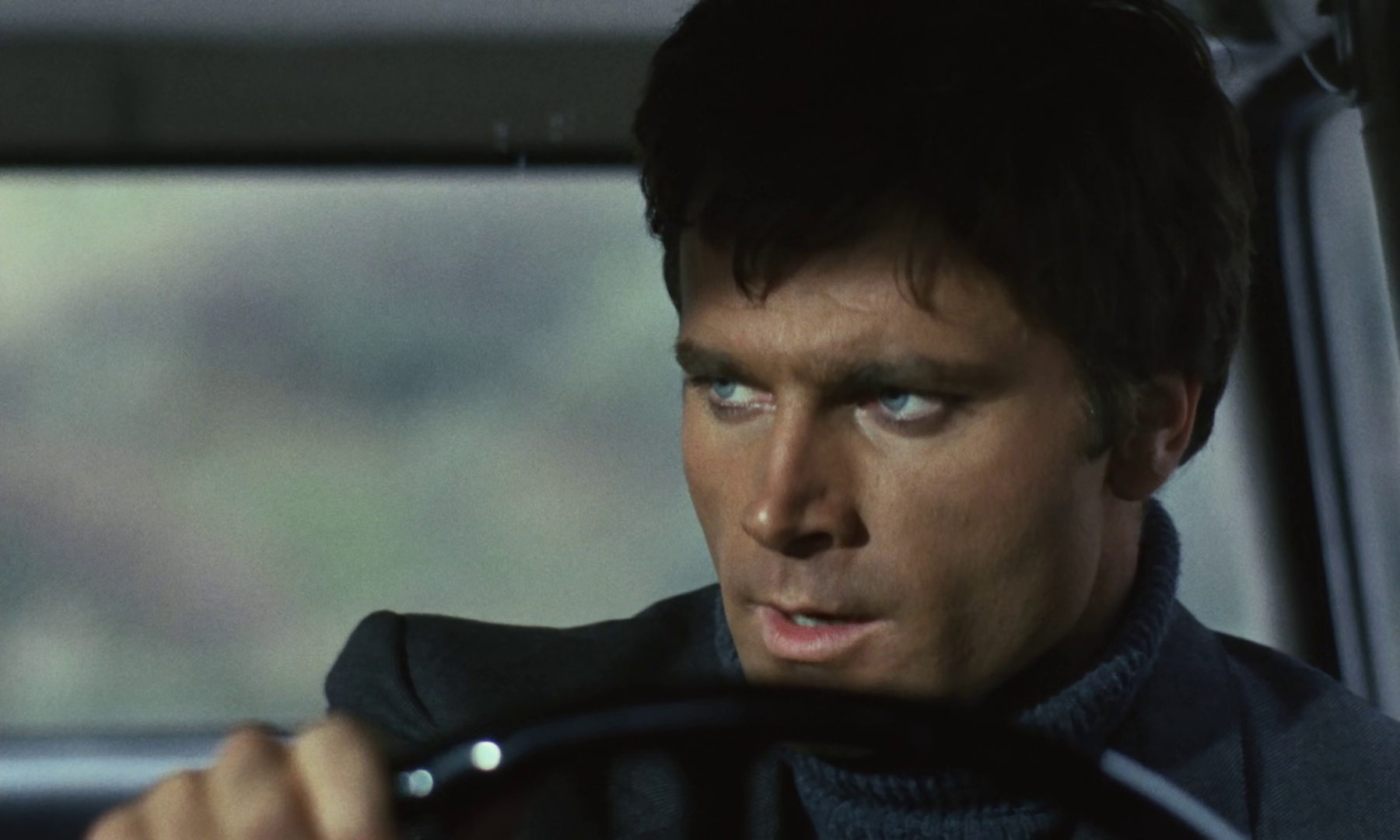
Franco Nero in Sequestro di persona (1968)

Franco Nero in Un tranquillo posto di campagna (1969)

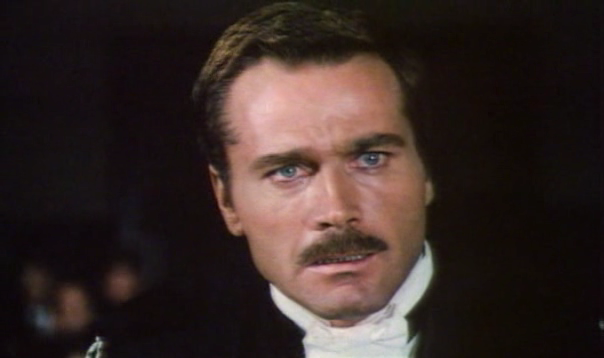
Franco Nero in I guappi (1974)

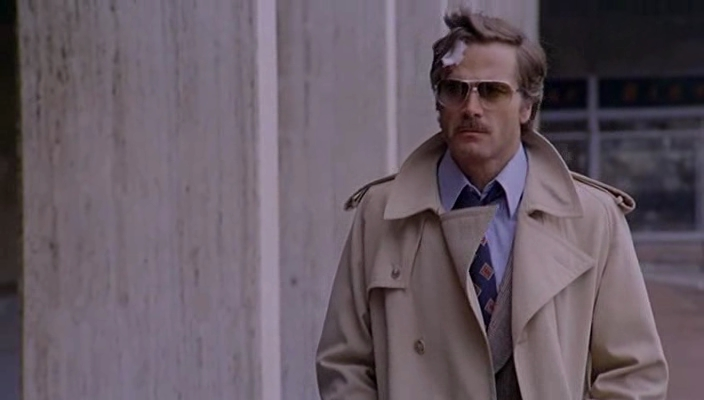
Franco Nero in Il cittadino si ribella (1974)

Franco Nero in Keoma (1976)

### Attore

#### Cinema
- Pelle viva, regia di Giuseppe Fina (1962)
- La ragazza in prestito, regia di Alfredo Giannetti (1964)
- La Celestina P... R..., regia di Carlo Lizzani (1965)
- I criminali della galassia, regia di Anthony Dawson (1965)
- Gli uomini dal passo pesante, regia di Albert Band e Anthony Wileys (1965)
- Io la conoscevo bene, regia di Antonio Pietrangeli (1965)
- I diafanoidi vengono da Marte, regia di Anthony Dawson (1966)
- Tecnica di un omicidio, regia di Franco Prosperi (1966)
- Il terzo occhio, regia di Mino Guerrini (1966)
- Django, regia di Sergio Corbucci (1966)
- La Bibbia (The Bible: In the Beginning...), regia di John Huston (1966)
- Le colt cantarono la morte e fu... tempo di massacro, regia di Lucio Fulci (1966)
- Texas addio, regia di Ferdinando Baldi (1966)
- La morte viene dal pianeta Aytin, regia di Anthony Dawson (1966)
- Camelot, regia di Joshua Logan (1967)
- L'uomo, l'orgoglio, la vendetta, regia di Luigi Bazzoni (1967)
- Il giorno della civetta, regia di Damiano Damiani (1968)
- Sequestro di persona, regia di Gianfranco Mingozzi (1968)
- Un tranquillo posto di campagna, regia di Elio Petri (1968)
- Il mercenario, regia di Sergio Corbucci (1968)
- Un detective, regia di Romolo Guerrieri (1969)
- La battaglia della Neretva (Bitka na Neretvi), regia di Veljko Bulajić (1969)
- Gott mit uns, regia di Giuliano Montaldo (1970)
- La vergine e lo zingaro (The Virgin and the Gypsy), regia di Christopher Miles (1970)
- Tristana, regia di Luis Buñuel (1970)
- Vamos a matar compañeros, regia di Sergio Corbucci (1970)
- Dropout, regia di Tinto Brass (1970)
- Confessione di un commissario di polizia al procuratore della repubblica, regia di Damiano Damiani (1971)
- Giornata nera per l'ariete, regia di Luigi Bazzoni (1971)
- L'istruttoria è chiusa: dimentichi, regia di Damiano Damiani (1971)
- Viva la muerte... tua!, regia di Duccio Tessari (1971)
- La vacanza, regia di Tinto Brass (1971)
- La papessa Giovanna (Pope Joan), regia di Michael Anderson (1972)
- Il monaco (Le moine), regia di Adonis Kyrou (1972)
- Senza ragione, regia di Silvio Narizzano (1972)
- Los amigos, regia di Paolo Cavara (1972)
- Il delitto Matteotti, regia di Florestano Vancini (1973)
- La polizia incrimina, la legge assolve, regia di Enzo G. Castellari (1973)
- Zanna Bianca, regia di Lucio Fulci (1973)
- I guappi, regia di Pasquale Squitieri (1974)
- Mussolini ultimo atto, regia di Carlo Lizzani (1974)
- Il cittadino si ribella, regia di Enzo G. Castellari (1974)
- Il ritorno di Zanna Bianca, regia di Lucio Fulci (1974)
- Corruzione al palazzo di giustizia, regia di Marcello Aliprandi (1974)
- Perché si uccide un magistrato, regia di Damiano Damiani (1975)
- Cipolla Colt, regia di Enzo G. Castellari (1975)
- Gente di rispetto, regia di Luigi Zampa (1975)
- Profezia di un delitto (Les magiciens), regia di Claude Chabrol (1976)
- Marcia trionfale, regia di Marco Bellocchio (1976)
- Scandalo, regia di Salvatore Samperi (1976)
- Keoma, regia di Enzo G. Castellari (1976)
- Autostop rosso sangue, regia di Pasquale Festa Campanile (1977)
- Sahara Cross, regia di Tonino Valerii (1977)
- Forza 10 da Navarone (Force 10 from Navarone), regia di Guy Hamilton (1978)
- Stridulum, regia di Giulio Paradisi (1979)
- Un dramma borghese, regia di Florestano Vancini (1979)
- Le rose di Danzica, regia di Alberto Bevilacqua (1979)
- Il cacciatore di squali, regia di Enzo G. Castellari (1979)
- Il detective con la faccia di Bogart (The Man with Bogart's Face), regia di Robert Day (1980)
- Il giorno del Cobra, regia di Enzo G. Castellari (1980)
- Il bandito dagli occhi azzurri, regia di Alfredo Giannetti (1980)
- Il falcone (Banovic Strahinja), regia di Vatroslav Mimica (1981)
- L'invincibile ninja (Enter the Ninja), regia di Menahem Golan (1981)
- La salamandra (The Salamander), regia di Peter Zinner (1981)
- Messico in fiamme (Krasnye kolokola, film pervyy - Meksika v ogne), regia di Sergej Bondarčuk (1982)
- Kamikaze 1989 (1982), regia di Wolf Gremm (non accreditato)
- Querelle de Brest (Querelle), regia di Rainer Werner Fassbinder (1982)
- Grog, regia di Francesco Laudadio (1982)
- I dieci giorni che sconvolsero il mondo (Krasnye kolokola, film vtoroy - Ya videl rozhdenie novogo mira), regia di Sergej Bondarčuk (1983)
- Un marinaio e mezzo, regia di Tommaso Dazzi (1985)
- André schafft sie alle, regia di Peter Fratzscher (1985)
- Il pentito, regia di Pasquale Squitieri (1985)
- Sweet Country, regia di Michael Cacoyannis (1987)
- Grosso guaio a Cartagena, regia di Tommaso Dazzi (1987)
- The Girl, regia di Arne Mattsson (1987)
- Django 2 - Il grande ritorno, regia di Nello Rossati (1987)
- Top Line, regia di Nello Rossati (1988)
- Il giovane Toscanini, regia di Franco Zeffirelli (1988)
- Marathon (Run for Your Life), regia di Terence Young (1988)
- Pigmalione 88, regia di Flavio Mogherini (1988)
- Magdalene, regia di Monica Teuber (1989)
- Diceria dell'untore, regia di Beppe Cino (1990)
- 58 minuti per morire - Die Harder (Die Hard 2), regia di Renny Harlin (1990)
- Amelia López O'Neil, regia di Valeria Sarmiento (1991)
- Prova di memoria, regia di Marcello Aliprandi (1992)
- Fratelli e sorelle, regia di Pupi Avati (1992)
- Oro, regia di Fabio Bonzi (1992)
- Intrigo in alto mare (Der Fall Lucona), regia di Jack Gold (1993)
- Jonathan degli orsi, regia di Enzo G. Castellari (1994)
- Io e il re, regia di Lucio Gaudino (1995)
- Oltre il silenzio (The Innocent Sleep), regia di Scott Michell (1995)
- Arrivano gli italiani, regia di Eyal Halfon (1996)
- Il tocco: la sfida, regia di Enrico Coletti (1996)
- Honfoglalás, regia di Gábor Koltay (1996)
- La medaglia, regia di Sergio Rossi (1997)
- The Versace Murder, regia di Mehanem Golan (1998)
- La voce degli angeli (Talk of Angels), regia di Nick Hamm (1998)
- Li chiamarono... briganti!, regia di Pasquale Squitieri (1999)
- L'escluso (Uninvited), regia di Carlo Gabriel Nero (1999)
- Mirka, regia di Rachid Benhadj (1999)
- Maestrale, regia di Sandro Cecca (1999)
- Chimera, regia di Pappi Corsicato (2001)
- Sacra corona, regia di Gábor Koltay (2001)
- La ragion pura, regia di Silvano Agosti (2001)
- 2012 - L'avvento del male (Megiddo: The Omega Code 2), regia di Brian Trenchard-Smith (2001)
- Ultimo stadio, regia di Ivano De Matteo (2002)
- Fumata blanca, regia di Miquel García Borda (2002)
- Die 8. Todsünde: Das Toskana-Karussell, regia di Peter Patzak (2002)
- Cattive inclinazioni, regia di Pierfrancesco Campanella (2003)
- Post coitum, regia di Juraj Jakubisko (2004)
- Guardiani delle nuvole, regia di Luciano Odorisio (2005)
- Forever Blues, regia di Franco Nero (2005)
- Hans, regia di Louis Nero (2006)
- Amore e libertà - Masaniello, regia di Angelo Antonucci (2006)
- Two Families, regia di Romano Scavolini (2007)
- Bastardi, regia di Federico Del Zoppo e Andres Alce Meldonado (2008)
- Mineurs, regia di Fulvio Wetzl (2008)
- La rabbia, regia di Louis Nero (2008)
- Mario il mago (Márió, a varázsló), regia di Tamás Almási (2008)
- Bathory, regia di Juraj Jakubisko (2008)
- Ti stramo - Ho voglia di un'ultima notte da manuale prima di tre baci sopra il cielo, regia di Pino Insegno e Gianluca Sodaro (2008)
- Tesoro, sono un killer (Mord ist mein Geschäft, Liebling), regia di Sebastian Niemann (2009)
- Palestrina princeps musicae, regia di Georg Brintrup (2010)
- Letters to Juliet, regia di Gary Winick (2010)
- Prigioniero di un segreto, regia di Carlo Fusco (2010)
- Calibro 10 - il decalogo del crimine, regia di Massimo Ivan Falsetta (2010)
- Angelus Hiroshimae, regia di Giancarlo Planta (2010)
- Rasputin, regia di Louis Nero (2011)
- Father, regia di Pasquale Squitieri (2011)
- New Order, regia di Marco Rosson (2012)
- Canepazzo, regia di David Petrucci (2012)
- Django Unchained, regia di Quentin Tarantino (2012)
- Quel che resta, regia di Laszlo Barbo (2013)
- Nymph (Mamula) (Killer Mermaid), regia di Milan Todorovic (2014)
- Figli di Maam, regia di Paolo Consorti (2014)
- Mediterranean Diet Example to the World, regia di Francesco Gagliardi – documentario (2015)
- Il ragazzo della Giudecca, regia di Alfonso Bergamo (2016)
- Civiltà perduta (The Lost City of Z), regia di James Gray (2016)
- Amiche all'Improvviso (The Time of Their Lives), regia di Roger Goldby (2017)
- John Wick - Capitolo 2 (John Wick: Chapter 2), regia di Chad Stahelski (2017)
- Handy, regia di Vincenzo Cosentino (2017)
- Il crimine non va in pensione, regia di Fabio Fulco (2017)
- Quartiere Pablo, regia di Pietro Medioli (2017)
- Istintobrass, regia di Massimiliano Zanin (2017)
- Ötzi - L'ultimo cacciatore, regia di Felix Randau (2017)
- The Broken Key, regia di Louis Nero (2017)
- Red Land (Rosso Istria), regia di Maximiliano Hernando Bruno (2018)
- 1944 - La battaglia di Cassino (Recon), regia di Robert David Port (2019)
- Ed è subito sera, regia di Claudio Insegno (2019)
- Il caso Collini (Der Fall Collini), regia di Marco Kreuzpaintner (2019)
- Havana Kyrie, regia di Paolo Consorti (2019)
- Agony, regia di Michele Civetta (2020)
- La danza nera, regia di Mauro John Capece (2020)
- The Match - La grande partita (The Match), regia di Dominik Sedlar e Jakov Sedlar (2021)
- L'uomo che disegnò Dio, regia di Franco Nero (2022)
- L'esorcista del papa (The Pope's Exorcist), regia di Julius Avery (2023)
- Giorni Felici, regia di Simone Petralia (2023)
- Milarepa, regia di Louis Nero (2025)

#### Televisione
- The Legend of Valentino, regia di Melville Shavelson – film TV (1975)
- 21 ore a Monaco (21 Hours at Munich), regia di William A. Graham – film TV (1976)
- Il pirata (The Pirate), regia di Ken Annakin – miniserie TV (1978)
- Le rose di Danzica, regia di Alberto Bevilacqua – miniserie TV (1981)
- Wagner – serie TV, 1 episodio (1983)
- Gli ultimi giorni di Pompei (The Last Days of Pompeii), regia di Peter Hunt – miniserie TV (1984)
- I figli del guardaboschi (Die Försterbuben), regia di Peter Patzak – film TV (1984)
- I viaggiatori delle tenebre (The Hitchhiker) – serie TV, 1 episodio (1985)
- Un marinaio e mezzo, regia di Tommaso Dazzi – film TV (1985)
- Un altare per la madre, regia di Edith Bruck – film TV (1986)
- Il generale, regia di Luigi Magni – miniserie TV (1987)
- I mulini a vento degli dei (Windmills of the Gods), regia di Lee Philips – miniserie TV (1988)
- I promessi sposi, regia di Salvatore Nocita – miniserie TV (1989)
- Il magistrato, regia di Kathy Mueller – miniserie TV (1989)
- Oggi ho vinto anch'io, regia di Lodovico Gasparini – film TV (1989)
- Blaues Blut, regia di Sidney Hayers – serie TV, 1 episodio (1990)
- E Caterina... regnò (Young Catherine), regia di Michael Anderson – miniserie TV (1991)
- Julianus barát, regia di Gábor Koltay – miniserie TV (1991)
- Chi tocca muore (Touch and Die), regia di Piernico Solinas – film TV (1992)
- Azzurro profondo, regia di Filippo De Luigi – film TV (1993)
- Das Babylon Komplott, regia di Peter Patzak – film TV (1993)
- Nemici intimi, regia di Piernico Solinas – film TV (1994)
- Desideria e l'anello del drago, regia di Lamberto Bava – miniserie TV (1994)
- Il ritorno di Sandokan, regia di Enzo G. Castellari – miniserie TV (1996)
- Davide (David), regia di Robert Markowitz – miniserie TV (1997)
- Deserto di fuoco, regia di Enzo G. Castellari – miniserie TV (1997)
- Nessuno escluso, regia di Massimo Spano – film TV (1997)
- La Bella Mafia (Bella Mafia), regia di David Greene – film TV (1997)
- Painted Lady, regia di Julian Jarrold – film TV (1997)
- Il tesoro di Damasco, regia di José María Sánchez – film TV (1998)
- La voce del sangue, regia di Alessandro Di Robilant – miniserie TV (1999)
- San Paolo, regia di Roger Young – miniserie TV (2000)
- Gli angeli dell'isola verde – serie TV (2001)
- Crociati (The Crusaders), regia di Dominique Othenin-Girard – film TV (2001)
- Liebe, Lügen, Leidenschaften, regia di Marco Serafini – miniserie TV (2003)
- Herz ohne Krone, regia di Peter Patzak – film TV (2003)
- Solstizio d'estate (Summer Solstice), regia di Giles Foster – film TV (2005)
- Belli dentro – sitcom, 1 episodio (2005)
- La sacra famiglia, regia di Raffaele Mertes – miniserie TV (2006)
- Il principe e la fanciulla (Der Fürst und das Mädchen) – serie TV, 8 episodi (2007)
- Il sangue e la rosa, regia di Luciano Odorisio, Luigi Parisi e Salvatore Samperi – miniserie TV (2008)
- Mein Herz in Chile, regia di Jörg Grünler – film TV (2008)
- Eine Nacht im Grandhotel, regia di Thorsten Näter – film TV (2008)
- Four Season, regia di Giles Foster – miniserie TV (2008)
- Sant'Agostino, regia di Christian Duguay – miniserie TV (2010)
- Law & Order - Unità vittime speciali (Law & Order: Special Victims Unit) – serie TV, episodio 13x01 (2011)
- Christmas in Rome, regia di Ernie Barbarash – film TV (2019)
- Django – miniserie TV, episodi 4-7 (2023)

#### Cortometraggi
- From Time to Time (1992)
- L'ultimo pistolero (2002)
- Una storia di lupi (2008)
- Etica dell'omicidio (2008) di Angelo Antonucci
- Being Handy (2009)
- Lullaby (2009)
- The Last Alchemist, regia di Michele Massari (2012)
- Along the river, regia di Daniele Nicolosi (2016)
- Preludio, regia di Stefania Rossella Grassi e Tommaso Scutari (2019)
- Il Suggeritore - Nil difficile volenti, regia di Fabio d’Avino (2020)

### Regista
- Forever Blues (2005)
- L'uomo che disegnò Dio (2022)

### Doppiatore
- Cars 2, regia di Brad Lewis e John Lasseter (2011)
- Dante's Inferno Animated (2014)

### Documentari
- Titanus 1904, regia di Giuseppe Rossi (2024)

## Riconoscimenti
- Golden Globe
  - 1968 – Candidatura al miglior attore debuttante per Camelot
- David di Donatello
  - 1968 – Miglior attore protagonista per Il giorno della civetta
- Globo d'oro
  - 2006 – Premio speciale della giuria
  - 2006 – Candidatura alla miglior opera prima per Forever Blues
- Grolla d'oro
  - 1971 – Miglior attore per Confessione di un commissario di polizia al procuratore della repubblica

## Doppiatori italiani
Anche Franco Nero, come molti attori italiani del tempo, è stato doppiato (soprattutto nei suoi primi film). Le voci principali sono di:
- Sergio Graziani in Io la conoscevo bene, Il giorno della civetta, Gott mit uns (Dio è con noi), Vamos a matar compañeros, Confessione di un commissario di polizia al procuratore della repubblica, Giornata nera per l'ariete, L'istruttoria è chiusa: dimentichi
- Giacomo Piperno in I criminali della galassia, I diafanoidi vengono da Marte, Un detective
- Nando Gazzolo in  Django, Le colt cantarono la morte e fu... tempo di massacro, Il mercenario
- Giancarlo Maestri in Camelot (dialoghi), L'uomo, l'orgoglio, la vendetta, Tristana
- Massimo Turci in Tecnica di un omicidio
- Enrico Maria Salerno in Texas addio
- Gianni Marzocchi in Camelot (canto)
- Gino La Monica in Viva la muerte... tua!
- Pino Colizzi in I guappi
- Gianni Gaude in 2012 - L'avvento del male

A partire dalla metà degli anni '70, comincerà a doppiarsi da solo.

## Discografia parziale

### Album
- 2009 – Mi ricordo, Sifare Edizioni Musicali, prodotto da Francesco Digilio
- Insciallah (Videoradio /Linearecord, CD) con Roby Vandalo
- 2013 – Christmas Night, Sifare Edizioni Musicali, arrangiato e prodotto da Francesco Digilio
- 2024 - Nell'Ora blu (di Uncle Acid and the Deadbeats), Rise Above Records[10]

### Singoli
- 1985 – Will Change The World/Cambierà (Lovers, LVNP 802, 7") con il figlio Carlo
- 2000 – Girotondo Rap (VideOOne, CD AUDIO 0001, CD) come Franco Nero & Friends con dj Roberto Onofri Disco D'Oro
- 2001 – Castello Rap (VideOOne, CD AUDIO 0022, CD) come Franco Nero & Friends con dj Roberto Onofri